# III округ (Будимпешта)
Стари Будим (мађ. Óbuda — Обуда) је био историјски град у Мађарској. Ујединио се са Будимом и Пештом 1873. и сада је део трећег Будимпештанског округа.
Његов центар је Fő tér („Главни трг”), повезан са мањим тргом на коме се налази скулптура људи који чекају да престане да пада киша.

## Историја
Прве насеобине датирају из времена каменог доба. Овде су Римљани изградили Аквинкум који је био главни град провинције Паноније.
Мађари су стигли после 900. године и Стари Будим је тада служио као средиште главним племенским вођама а касније краљевима. Бела IV од Мађарске је на овом месту изградио престоницу одмах после инвазије Монгола на Будим 1241-1242. године. Првог јануара 1873. ујединио се са Будимом и Пештом и формира Будимпешту.